# Rumex atlanticus
Rumex atlanticus är en slideväxtart som beskrevs av Ernest Saint-Charles Cosson och Battand.. Rumex atlanticus ingår i släktet skräppor, och familjen slideväxter. Inga underarter finns listade i Catalogue of Life.